# Bevara Sverige Blandat
Bevara Sverige Blandat (BSB) var en organisation som fanns under 1980-talet som motpart till Bevara Sverige Svenskt (BSS).
Organisationen verkade mot rasism och främlingsfientlighet. BSB startades tidigt 1985 av anarkistiska punkare, fungerade delvis som en ungdomsorganisation till Stoppa Rasismen, hade kopplingar till Rör inte min kompis-kampanjen och arrangerade möten.
BSB uppgavs vara mer eller mindre oorganiserat. Rörelsens sympatisörer omvandlade ofta klottret "BSS" till "BSB". Den 4 juli 1986 anordnades en stor manifestation på Sergels torg i Stockholm för att hedra Ronny Landins minne och protestera mot rasismen i samhället, där bland andra representanter för BSB höll tal. BSB deltog även på en antirasistisk gala i Södertälje stadspark den 24 maj 1986.
Expressen brukade på 1980-talet avsluta sin ledarsida med "Bevara Sverige Blandat" som en markering mot BSS, vilket kan jämföras med att ledarskribenten och krönikören Ann-Charlotte Marteus på samma tidning har för vana att avsluta sina krönikor med "DAGENS FEL / Sverigedemokraterna" sedan september 2007. BSB har även uppmärksammats i internationella sammanhang och fått det engelska namnet "Keep Sweden Mixed".
En annan av Bevara Sverige Blandats anhängare var Veronica Palm, som i sin ungdom klottrade slagordet på Nilssons rörs fasad i hemorten Kisa i Östergötland. Också den kände antirasisten och författaren Don Mattera verkade för BSB.

## Övrigt
Även om slagordet mest användes under 1980- och 1990-talet har det också nyttjats i många andra sammanhang, bland annat efter organisationens upplösning. Programmet Stop! i UR sände 1998 en serie med titeln "Bevara Sverige Blandat" om sex delar, där bland andra Ibrahim Baylan medverkade. Producenter var Mustafa Can, Ulrika Widmar och Cecilia Bäcklander.
På nationaldagen den 6 juni 2007 demonstrerade Liberala ungdomsförbundets (LUF) och Centerpartiets ungdomsförbunds (CUF) Stockholmsavdelningar under parollen "Bevara Sverige blandat! Vi tar nationaldagen tillbaka" på Sergels torg i en protestmanifestation mot Sverigedemokraternas framgångar i opinionen. Talare vid demonstrationen var Birgitta Ohlsson, Erik Ullenhag, Muharrem Demirok och Magnus Andersson. Samma dag hölls även ett arrangemang i Göteborg av LUF Väst.
Manifestationen var del av en större kampanj med namnet "Bevara Sverige blandat", som de två ungdomsförbunden bedrev under 2007, bland annat under Sverigedemokraternas tal under Almedalsveckan där även RFSL Ungdom protesterade. Sverigedemokraten Richard Jomshof besvarade kampanjen på sin blogg.
Kampanjen hade en egen hemsida på www.bevarasverigeblandat.nu, men domännamnet löpte ut så småningom och var ur bruk senast i juni 2008. Sidan finns dock kvar på CUF Stockholms webbplats.
Även Dagens Nyheter använde "bevara Sverige blandat" som rubrik i sin huvudledare den 6 juli 2008. Ledarartikeln tog kraftigt avstånd från Sverigedemokraternas nya framgångar i opinionsmätningarna och ledde till ett avslöjande om partiet. I tv-serien Kniven i hjärtat förekom Volvolåten, där "bevara Sverige blandat, insha'Allah" fanns med i texten.